# Cristina Gálvez
Cristina Gálvez y Mendoza de Wolff (Lima, 1916 - Lima, 1982) fue una artista peruana, considerada por varios críticos como una figura primordial dentro de la escultura moderna en el Perú junto a Joaquín Roca Rey, Jorge Piqueras y Alberto Guzmán, además de haber formado a varios reconocidos artistas en su taller de dibujo.

## Biografía
Cristina era hija de Cristina Mendoza y de la Barrera de Gálvez y de José Roberto Gálvez y Chipoco. Jose era hermano de Luis Gálvez Chipoco, reconocido atleta, y del propietario de la casona Gálvez Chipoco. El abuelo paterno de Cristina fue el reconocido filántropo Barranquino del siglo XIX Pedro Alcántara Galvéz y Martínez-Carrasco, primer propietario del rancho Galvéz y Martínez-Carrasco de la plaza Espinoza de Barranco.
Parientes de Cristina Gálvez incluyen, Michael Sayman, Jorge del Castillo, Rossana Fernández-Maldonado y Catalina Recavarren.
Formada inicialmente en Francia y Bélgica, gracias a su familia conoció desde muy joven las grandes transformaciones gestadas en Europa previas a la II Guerra Mundial. Sus primeros estudios profesionales, gestados a mediados de los años treinta, fueron en talleres de artistas europeos como Mauride, en París, y de Van der Stecken, en Bruselas, cuyo denominador común se afianzaba en la exigencia técnica y el fomento de la libertad creativa. En estos talleres se interesará en el dibujo, pero será en el estudio del postcubista parisino André Lothe —quien solía influenciar en sus alumnos un cierto rigor constructivo— donde consolidará su oficio.
A su retorno al Perú, en 1936, coincide con el grupo de artistas conocido como "Los independientes" entre quienes destacaban Ricardo Grau, Macedonio de la Torre, Sérvulo Gutiérrez y Juan  Ugarte Elespuru, movimiento al que se incorpora tras abandonar la Escuela Nacional de Bellas Artes y empezar a trabajar con el vanguardista del momento, el pintor peruano-suizo Enrique Kleiser. Es entre este redescubrimiento personal del país, por un lado, y de un novedoso afloramiento modernista por el otro, en el que nace su vocación por la escultura, actividad que se impondrá  como la principal en su vida. El trabajo que desarrolla a partir de unas máscaras de cuero huanuqueñas —material inédito entre la escultura erudita peruana— le permite acceder, a inicios de los cincuenta, a una beca a Europa, donde emprende su formación escultórica. 
Luego de retomar sus clases de dibujo con su antiguo maestro André Lothe, ingresa al taller de la escultora parisina Margueritte Lavrillier, a través de quien toma contacto con el escultor Alberto Giacometti, y se acerca a la obra de Henry Moore y  Germaine Richier. Más adelante, continuará sus cursos de escultura en la Liga de estudiantes de arte de Nueva York, obteniendo en 1952 la beca Rockefeller and Fort Foundations para el programa Internacional de Arte de esa ciudad.
En 1953, se casa con Pierre Wolff, un judío-francés exmiembro de la resistencia y sobreviviente del holocausto nazi.
A su retorno a la ciudad de Lima, en 1965, y luego de establecerse en el distrito de Miraflores, consolida su actividad como escultora y docente en su casa-taller, impartiendo clases de dibujo a muchos estudiantes con quienes cultivó una profunda amistad, tales como Sonia Prager, Margarita Checa, Bruno Zepilli, Gino Ceccarelli, entre otros. Diez años después, en 1975, retoma el dibujo dando inicio a una de sus obras más reconocidas, "Tablero de ajedrez", serie de 33 diseños que realiza en seis meses y medio en largas jornadas nocturnas. Así también, se dedicó al quimérico empeño de impartir clases de arte a los internos de algunas cárceles de Lima como Lurigancho.
Falleció de un ataque cardíaco en 1982, a los 63 años de edad.

## Obra

### Características de su obra

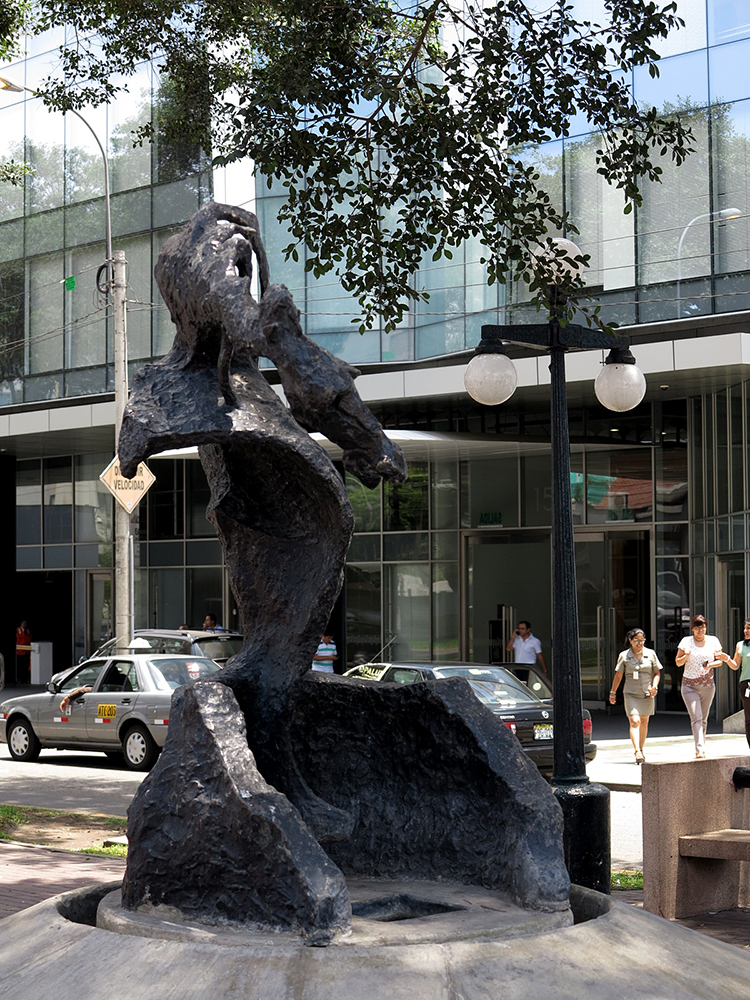
Escultura pública en bronce, realizada por Cristina Gálvez. La obra está ubicada en la Alameda Cristina Gálvez, en el distrito de Miraflores, Lima.

Sus obras, que se caracterizan por representarse como esculturas metálicas, formas amenazantes erizadas de violencia, tensas y delgadas, como puñales que rasgan el vacío, son elementos fundamentales en sus principios estéticos. En sus obras representa al caballo y el toro, los cuales fueron dos símbolos constantes.
Su obra El espíritu de la noche es considerada la última y más importante. Al respecto, Mariana Cleimerman menciona lo siguiente: "frágil silueta andrógina y fantasmagórica, estática como casi ninguna de sus esculturas una lechuza sobre sus hombros y un anhelante quietismo".
En la serie de 33 litografías que contienen la obra Tablero de ajedrez, Gálvez menciona lo siguiente:

Se me ha preguntado en más de una ocasión, al ver mi tablero de ajedrez, el porqué me había valido de un juego cuyas reglas ignoraba. La respuesta es simple, sentía desde hacía largo tiempo un ansia de matar.
Cristina Gálvez

## Exposiciones
- Galería CCPUCP 14 de Abril - 30 de junio de 2009. Lima, Perú.